# Clarisse Agbegnenou
Clarisse Agbegnenou (Rennes, 25 oktober 1992) is een Frans judoka van Togolese afkomst. Ze komt uit in de klasse tot 63 kilogram en is tweevoudig olympisch kampioen, zesvoudig wereldkampioen en viervoudig Europees kampioen. Daarnaast won ze meerdere Judo World Masterstoernooien en Grand Slams en Grand Prix. 

## Carrière

### Doorbraak en eerste titels
Agbegnenou won in 2010 haar eerste Grand Slam en een jaar later haar eerste Grand Prix. In 2011 werd ze tevens derde op het WK voor junioren. In 2013 werd ze Europees kampioene in Boedapest en won daarmee haar eerste grote titel, nadat ze een jaar eerder brons had gewonnen op de EK. Later dat jaar verloor ze de WK-finale van Yarden Gerbi uit Israël. In 2014 volgde alsnog de eerste van vijf wereldtitels door in Tsjeljabinsk revanche te nemen op Gerbi. Tevens werd ze dat jaar Europees kampioene.

### 2015-2017
In 2015 nam Agbegnenou namens Frankrijk deel aan de Europese Spelen, waar ze brons won. Ze verloor dat jaar de WK-finale van de Sloveense Tina Trstenjak. Een jaar later verloor Agbegnenou ook de olympische finale van Trstenjak, waardoor ze zilver veroverde. In 2017 was ze Trstenjak dan eindelijk de baas in de WK-finale van dat jaar. Op het EK van 2017 werd ze in de halve finale uitgeschakeld door haar landgenote Margaux Pinot, waarna ze ook de strijd om brons van de Britse Alice Schlesinger verloor.

### 2018-2020
In 2018 werd Agbegnenou Europees kampioen en wereldkampioen. In de EK-finale in Boedapest versloeg ze Trstenjak en in de WK-finale de Japanse Miku Tashiro. Ook in 2019 werd ze wereldkampioen na winst op Tashiro en won ze goud op de Europese Spelen door Schlesinger te verslaan. In 2020 werden de wereldkampioenschappen door de coronapandemie afgelast. De EK gingen wel door en Agbegnenou verlengde haar hegemonie door in Praag haar vierde Europese titel in de wacht te slepen. Ditmaal versloeg ze de Oostenrijkse Magdalena Krssakova op ippon.

### 2021: olympisch kampioen
In juni 2021 werd Agbegnenou voor de vijfde keer wereldkampioen. Ze versloeg in de finale Andreja Leški uit Slovenië. Ze won andermaal al haar partijen dat toernooi op ippon. Tijdens de met een jaar uitgestelde Olympische Zomerspelen 2020 verloor Agbegnenou opnieuw geen duel en werd ze, na haar zilveren plak uit Rio, olympisch kampioen in de finale tegen Trstenjak. Op het debuutonderdeel gemengd team won Agbegnenou als onderdeel van het Franse team haar tweede gouden medaille van de Spelen in Tokio. In de finale was Frankrijk te sterk voor gastland Japan.
1992: Catherine Fleury-Vachon ·
1996: Yuko Emoto ·
2000: Séverine Vandenhende ·
2004: Ayumi Tanimoto ·
2008: Ayumi Tanimoto · 
2012: Urška Žolnir · 
2016: Tina Trstenjak · 
2020: Clarisse Agbegnenou · 
2024: Andreja Leški
2020: Clarisse Agbegnenou & Amandine Buchard & Sarah-Léonie Cysique & Romane Dicko & Madeleine Malonga & Margaux Pinot & Guillaume Chaine & Axel Clerget & Alexandre Iddir & Kilian Le Blouch & Teddy Riner · 
2024: Shirine Boukli & Joan-Benjamin Gaba & Amandine Buchard & Walide Khyar & Sarah-Léonie Cysique & Luka Mkheidze & Clarisse Agbegnenou & Alpha Oumar Djalo & Marie-Ève Gahié & Maxime-Gaël Ngayap Hambou & Romane Dicko & Aurelien Diesse & Madeleine Malonga & Teddy Riner